# Brian Holden
Brian Daniel Holden (* 27. August 1985 in Traverse City, Michigan, USA) ist ein US-amerikanischer Schauspieler und Hörspielsprecher.

## Leben
Holden wurde in Traverse City geboren und besuchte die University of Michigan. 2008 graduierte er dort mit einem Bachelor of Fine Arts in Acting. Noch während seiner Zeit am College drehte er mit Freunden, unter anderem Nick Lang und Chris Allen, eine Webserie namens Little White Lie, in der er die Rolle des Zack spielte. Holden ist außerdem ein Gründungsmitglied von Starkid Productions. Er war Coautor ihres ersten Musicals A Very Potter Musical; in sechs folgenden Shows war er Schauspieler. Beim Starkid-Musical Twisted führte er Regie. Zusammen mit Team Starkid nahm er 2012 auch an der Space Tour und der Apocalyptour teil. Des Weiteren ist er in Chris Allens Kurzfilm OMG  zu sehen.

## Theaterproduktionen
- 2009: A Very Potter Musical (Autor)
- 2009: Me and My Dick (Flopsy; auch Autor)
- 2010: A Very Potter Sequel (Remus Lupin; auch Autor)
- 2011: Starship (Junior, Veeto Moskito; auch Autor)
- 2012: Holy Musical, B@man! (Superman)
- 2012: A Very Potter Senior Year (Remus Lupin, Rubeus Hagrid, Basilisk; auch Autor)
- 2013: Airport For Birds (Comedy; auch Autor)
- 2014: Ani: A Parody (Jar Jar Binks, Admiral Motti)
- 2016: Firebringer (Smelly-Balls, Snarl; auch Autor)

## Filmografie
- 2007: Little White Lie (Zack, Webserie)
- 2012: OMG (Gus, Kurzfilm)
- 2012: World’s Worst Musical (Webserie)
- 2012: Group (Kurzfilm)
- 2014: The Princess Burn Book (Kurzfilm)
- 2017: Movies, Musicals & Me (Eric Edenbaum, Webserie)